# 송용준 (2002년)
송용준(2002년 2월 1일 ~ )은 대한민국의 전직 카트라이더 프로게이머로 아이디는 Knock을 사용했다.

## 선수 시절
듀얼 레이스 2 시즌에 범스에 입단하면서 프로 커리어를 시작했다. 팀전 5위를 기록했다. 이후 퇴단했다.
듀얼 레이스 3 시즌을 앞두고 펜타 휠즈에 입단했다. 팀전 6위, 개인전 18위를 기록했다. 이후 퇴단했다.
듀얼 레이스 X 시즌을 앞두고 제닉스 스톰에 입단했다. 팀전 3위를 달성했다. 이후 퇴단했다.
2019-1 시즌을 앞두고 꾼에 입단했다. 팀전 3위, 개인전 5위를 달성했다. 2019-2 시즌 팀전 4위를 기록했다. 2020-1 시즌 팀전 준우승, 개인전 26위를 달성했다. 2020-2 시즌 팀전 준우승, 개인전 준우승을 달성했다. 2021-1 시즌 팀전 3위, 개인전 4위를 달성했다. 2021-2 시즌 팀전 5위, 개인전 9위를 기록했다. 이후, 팀의 운영 중단 결정으로 계약이 종료되었다.
2021 수퍼컵 시즌을 앞두고 NTC 크리에이터즈에 입단했다. 팀전 5위, 개인전 4위를 기록했다. 이후 팀이 해체되었다.
2022-1 시즌을 앞두고 광동 프릭스에 입단했다. 팀전 준우승, 개인전 3위를 달성했다. 이후 팀에서 퇴단하였다.
2023시즌을 앞두고 Aura에 입단했다. 프리시즌1 팀전 3위, 개인전 7위를 달성했다. 프리시즌2 팀전 5위, 개인전 17위를 기록했다. 이후 팀이 해체되었다.
2023년 8월 16일, 미래엔세종에 입단했다. 2023시즌 팀전 3위, 개인전 8위를 달성했다. 이후 팀이 해체되었다.

## 소속팀
| # | 팀명             | 소속 기간                 | 소속 리그 | 비고 |
| - | ---------------- | ------------------------- | --------- | ---- |
| 1 | 범스             | 2017                      | KRL       |      |
| 2 | 펜타 휠즈        | 2018                      | KRL       |      |
| 3 | 제닉스 스톰      | 2018                      | KRL       |      |
| 4 | 꾼               | 2019                      | KRL       |      |
| 5 | ROX 랩터스       | 2019.03.23. ~ 2021.10.12. | KRL       |      |
| 6 | NTC 크리에이터즈 | 2021.10.12. ~ 2021.12.20. | KRL       |      |
| 7 | 광동 프릭스      | 2021.12.28 ~ 2022.01.06   | KRL       |      |
| 8 | Aura             | 2023.03.26. ~ 2023.08.04. | KDL       |      |
| 9 | 미래엔세종       | 2023.08.16. ~ 2023.12.09. | KDL       |      |

## 수상 내역

### 크레이지레이싱 카트라이더
공식 대회 준우승 4회
- 넥슨 카트라이더 리그 2019 시즌 1 팀전 3위
- 2020 SKT JUMP 카트라이더 리그 시즌 1 팀전 준우승
- 2020 SKT 5GX JUMP 카트라이더 리그 시즌 2 팀전 준우승
- 2020 SKT 5GX JUMP 카트라이더 리그 시즌 2 개인전 준우승
- 2021 신한은행 헤이영 카트라이더 리그 시즌 1 팀전 3위
- 2022 신한은행 헤이영 카트라이더 리그 시즌 1 팀전 준우승
- 2022 신한은행 헤이영 카트라이더 리그 시즌 1 개인전 3위

### 카트라이더: 드리프트
- 카트라이더: 드리프트 리그 프리시즌 1 팀전 3위
- 2023 대전 레이싱 챌린지 우승 (미래엔세종)
- 2023 카트라이더: 드리프트 리그 팀전 3위